# Tamás Kiss
Tamás Kiss (Ajka, Veszprém, 9 de maio de 1987) é um canoísta húngaro especialista em provas de velocidade.

## Carreira
Foi vencedor da medalha de bronze em C-2 1000 m em Pequim 2008, junto com o seu colega de equipa György Kozmann.